# يان الثاني
يان الثاني كازيمير فاسا (بالبولندية Jan_II Kazimierz Waza) (كراكوفيا، 22 مارس 1609 - نيفير، 16 ديسمبر 1672) ملك بولندا بين عامي 1648 - 1668 و دوق من ليتوانيا الأكبر. في عهده فقدت بولندا الكثير من أراضيها في قتالها ضد روسيا والسويد والتتار وأوكرانيا.
النجل الثاني زيغمونت الثالث فاسا، حارب إلى جانب الهابسبورغيين ضد فرنسا خلال حرب الثلاثين عاما. ألقي القبض عليه في فرنسا بينما كان متوجهاً إلى إسبانيا، و ظل سجيناً لمدة سنتين (1638-1640). و بعد تحريره تخلى عن كل طموحاته السياسية، ودخل الجمعية اليسوعية لكنه تخلى عنها في غضون سنة. عينه البابا إنوسنتيوس العاشر كاردينالاً.
بعد وفاة شقيقه الملك فواديسواف الرابع فاسا، انتخب سنة 1648 على عرش بولندا ومنح إذن للزواج من أرملته ماريا لويزا غونزاغا.